# Gimesi Nándor István
Gimesi Nándor István (1914-ig  Geiszler Nándor István) (Kiskomárom, 1892. december 3. – Budapest, 1953. július 16.) ciszterci szerzetes, botanikus, hidrobiológus, mikrobiológus. A hazai növényélettani és növénysejttani kutatások úttörő alakja, főként a vízi mikroorganizmusok (fitoplanktonok, algák) élettani vizsgálata terén alkotott maradandót. A mikrobiológiai célú fényképezés és filmezés technikájának megújítójaként is ismert. 1948-tól a Magyar Tudományos Akadémia tagja. Botanikai szakmunkákban nevének rövidítése: „Gimesi”.

## Élete
A székesfehérvári ciszterci gimnázium elvégzése után 1914-ben belépett a rendbe. 1913–1917 között teológiai és természetrajzi tanulmányokat folytatott a Bernardinumban, 1917-ben szentelték pappá. Ezzel egyidejűleg a Budapesti Tudományegyetemen 1918-ban tanári, 1920-ban bölcsészdoktori oklevelet szerzett. 1918-tól hitoktatóként tevékenykedett Zircen, 1919-ben egri, 1920-tól budapesti középiskolákban tanított. 1924–1926 között a Rockefeller Alapítvány támogatásával külföldi tanulmányúton járt, luzerni, zürichi (Svájc), plöni, helgolandi (Németország) és bergeni (Norvégia) növényélettani intézetekben, tanszékeken dolgozott. Hazatérését követően, 1926-tól egyetemi magántanári, 1927-től nyilvános rendkívüli, 1943-tól 1952-ig nyilvános rendes tanárként oktatott a budapesti tudományegyetemen, ahol 1944-től ugyancsak 1952-ig a növényélettani tanszék, haláláig az Egyetemi Botanikus Kert vezetője volt.

## Munkássága
Pályája elején főleg hidrobotanikai vizsgálatokkal, a mikroszkopikus fitoplanktonok élettanával foglalkozott. Később e kört szélesítve – Paál Árpád kutatásaiból kiindulva – megteremtette a magyarországi növényélettan és növénysejttan alapjait. Behatóan tanulmányozta az ostoros moszatok (Euglenophyta) közé tartozó egysejtű Trachelomonas volvocina osztódását, emellett ő fedezte fel egy kovamoszat, a Cyclotella bodanica var. lemanensis kolloidális ernyőjét. Vizsgálta több egyszikű növény mikrospórájának redukciós sejtosztódását (meiózis), a pollenszemcsék szerveződését, valamint a kromoszómák sajátságait vizsgálva felismerte azok spirális szerkezetét. Az élettani folyamatok egyes stádiumait mikrofényképekkel dokumentálta, s e munkája során jelentős eredményeket ért el a mikrofotográfiai és mikrokinematográfiai technika fejlesztésében is. Az általa fejlesztett mikromembrános szívó-szűrő készülék lehetővé tette a fitoplanktonokban élő algák, baktériumok, vírusok kvantitatív vizsgálatát. Önálló munkái mellett rendszeresen jelentek meg dolgozatai a Botanikai Közleményekben és az Index Horti Botanici folyóiratokban.
Tudományos eredményei elismeréseként 1925-ben a Szent István Akadémia rendes, 1948-ban a Magyar Tudományos Akadémia levelező tagjává választották. 1931-ben alapító elnöke, majd tiszteletbeli tagja volt az Amatőr Mozgófényképezők Egyesületének, s tanügyi szakértője a miniszteriális Oktatófilm Kirendeltségnek.

## Főbb művei
- Hydrobiológiai tanulmányok, Budapest, 1924.
- A colloidszűrők elmélete, Budapest 1924.
- Hydrobiológiai szívó-szűrőkészülék és ennek alkalmazása a hydrobiológiában és technikában, Budapest, 1924.
- Az öröklésről, Esztergom, 1935.
- A virágpor keletkezése, Budapest, 1938.
- A növények életfolyamatai, Budapest, 1941, 88 p.
- A butomus umbellatus L. him meiosisáról és postmeiosisáról, Pécs, 1941, 24 p.
- Növényélettani gyakorlatok, Budapest, 1950, 52 p.
- Növényélettani anatómia, Budapest, 1950.
- Études sur la physiologie de la germination de la graine du tabac, Budapest, 1953, 22 p.
- About the physiology of protoplasmic movements, Budapest, 1955, 20 p.